# Nordkap

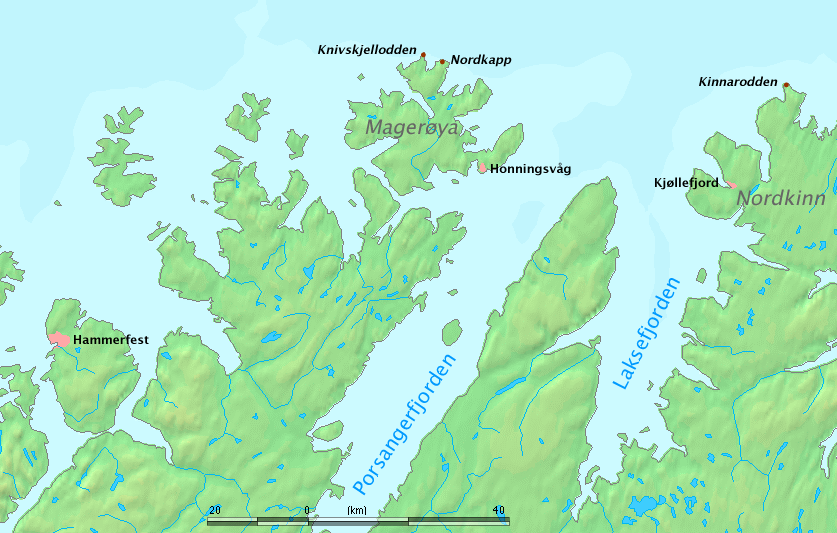
Karta över Nordkap med närområde.

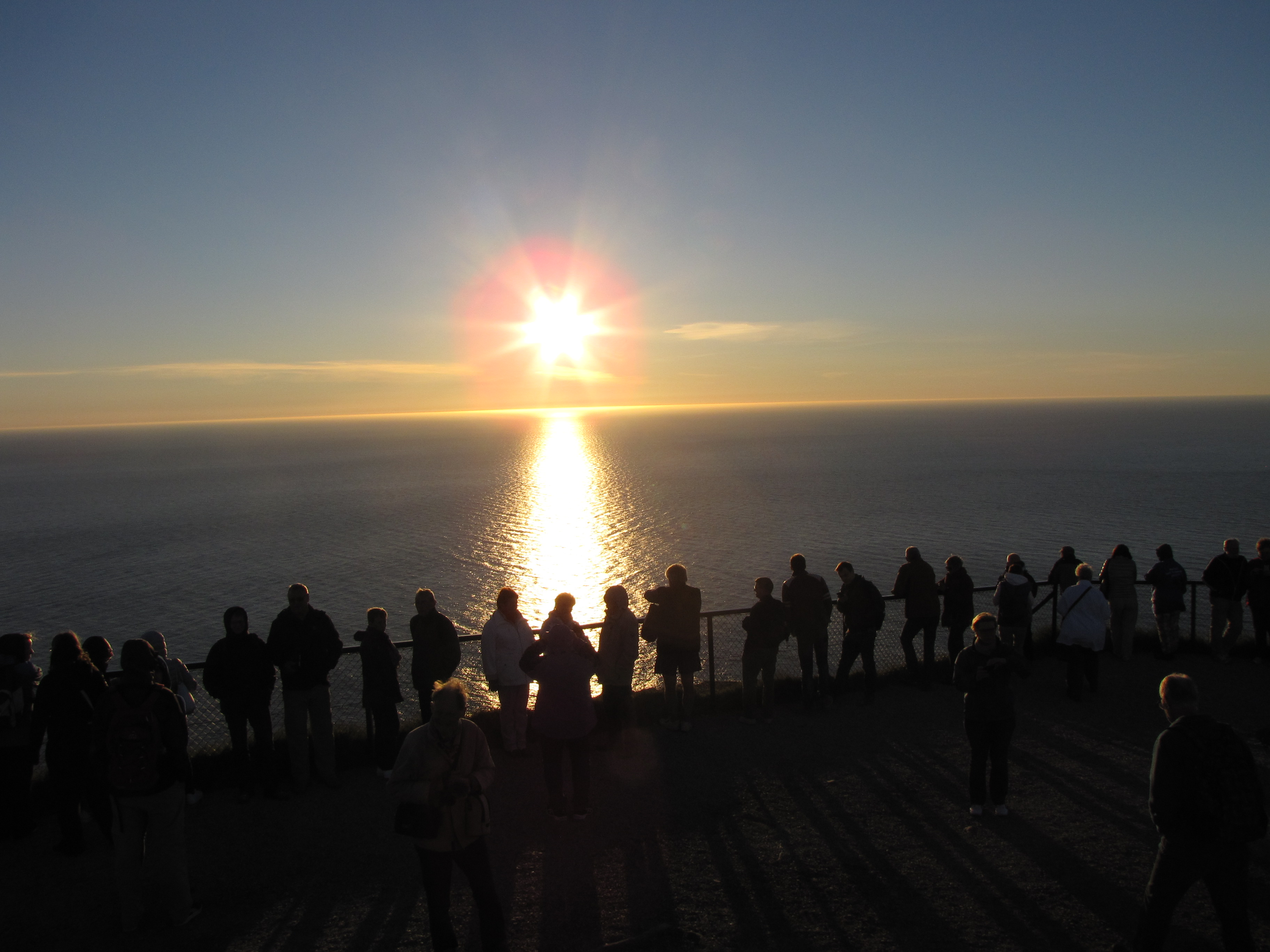
Midnattssol vid Nordkap juni 2014

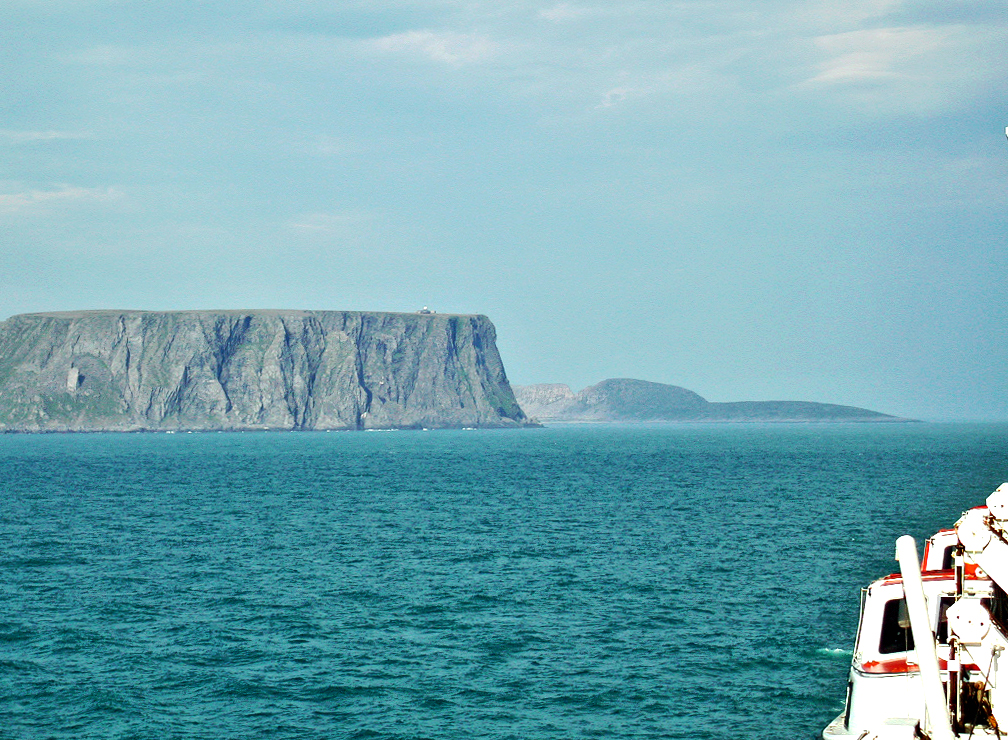
Nordkap med Knivskjellodden i bakgrunden.

Nordkap (norska: Nordkapp) är en udde på Magerøya i Nordkapps kommun i norra Norge. Udden är en 307 meter hög klippa som stupar brant ner i Norra ishavet.
Nordkap är belägen 4 km östsydöst om Knivskjellodden – Norges nordligaste punkt (1,5 km längre åt norr). Nordkap är en stor turistattraktion, och inne i berget byggdes "Nordkapphallen" färdigt 1988.
Det europeiska fastlandets nordligaste punkt är dock Kinnarodden (även kallat Nordkinn eller Nordkyn) cirka 60 kilometer österut, belägen på Nordkinnhalvøya.